# Tigran Sarkissian
Pour les articles homonymes, voir Sarkissian.
Tigran Sarkissian (en arménien Տիգրան Սարգսյան), né le 29 janvier 1961 à Kirovakan (RSS d'Arménie), est un homme d'État arménien, Premier ministre du 9 avril 2008 au 13 avril 2014. Il est nommé à ce poste le jour même de l'investiture du président Serge Sarkissian (avec qui il ne partage aucun lien de parenté).
Tigran Sarkissian est né le 29 janvier 1960 à Vanadzor, dans le marz de Lorri. Il est titulaire d'une maîtrise en sciences économiques. Il a notamment été président de la Banque centrale d'Arménie du 3 mars 1998 au 9 avril 2008. Précédemment sans étiquette politique, il a rejoint le Parti républicain d'Arménie en novembre 2009.
Sa démission, présentée en mars 2014, est acceptée le mois suivant. Sans motif explicite, elle fait suite à une forte contestation d'une réforme du régime des retraites, qui oblige chaque salarié né après 1974 à verser 5 % de son salaire à des fonds privés de retraite. 

## Sources et références
- (en) « Biographie sur le site du gouvernement arménien » (consulté le 11 avril 2008).